# Marinko Galič
Marinko Galič (Capodistria, 22 aprile 1970) è un ex calciatore sloveno, di ruolo difensore.

## Palmarès

### Club
- Campionato sloveno: 3

Maribor: 1998-1999, 1999-2000, 2000-2001
- Coppa di Slovenia: 1

Maribor: 1993-1994, 1998-1999